# De la autoridad
De la autoridad (en alemán: Von der Autorität), también conocido como Sobre la autoridad, es un artículo escrito por Friedrich Engels escrito entre octubre de 1872 y marzo de 1873 dirigido contra el llamado "socialismo antiautoritario" de Mijaíl Bakunin. El artículo aborda la relación entre autonomía y autoridad en la convivencia social.
El artículo está dedicado a la polémica con los antiautoritarios. Engels, utilizando los ejemplos de la organización de la industria fabril, el transporte ferroviario, la navegación, la organización de la lucha de la Comuna de París, muestra que ninguna revolución social puede eliminar el principio de autoridad y, en consecuencia, un cierto grado de dirección autoritaria, tanto en términos de organización de la lucha revolucionaria y en términos de organización de la producción. 
El artículo fue ampliamente citado por marxistas como Lenin, León Trotski, Nikolái Bujarin.

## Historia de la publicación
El artículo de cuatro páginas fue escrito entre octubre de 1872 y marzo de 1873. En el comentario histórico-crítico de este artículo en la Marx-Engels-Gesamtausgabe (MEGA), nos enteramos de que sobrevivió sólo en italiano en una revista italiana ("Almanacco Repubblicano" del año 1874). El artículo está impreso en el volumen 18 de Marx-Engels-Werke (MEW) (págs. 305-308).

## Contenido

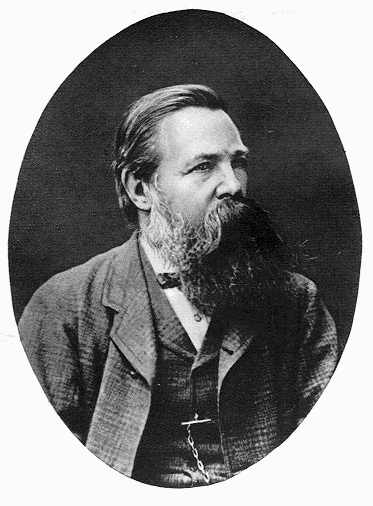
Friedrich Engels en 1877.

Friedrich Engels comienza abordando la demanda de "algunos socialistas" (refiriéndose a los anarquistas que rodeaban Mijaíl Bakunin en ese momento) y cuestionando sus ideas de una sociedad sin autoridad. Basándose en un breve análisis del actual modo de producción capitalista, Engels se pregunta si una sociedad poscapitalista basada en su nivel de civilización y tecnología es posible incluso sin ninguna autoridad:

Examinando las condiciones económicas, industriales y agrícolas, que constituyen la base de la actual sociedad burguesa, nos encontramos con que tienden a reemplazar cada vez más la acción aislada por la acción combinada de los individuos. [...] La acción coordinada, la complicación de los procedimientos, supeditados los unos a los otros, desplaza en todas partes a la acción independiente de los individuos. Y quien dice acción coordinada dice organización. Ahora bien, ¿cabe organización sin autoridad? Supongamos que una revolución social hubiera derrocado a los capitalistas, cuya autoridad dirige hoy la producción y la circulación de la riqueza. Supongamos, para colocarnos por entero en el punto de vista de los antiautoritarios, que la tierra y los instrumentos de trabajo se hubieran convertido en propiedad colectiva de los obreros que los emplean. ¿Habría desaparecido la autoridad, o no habría hecho más que cambiar de forma? Veamos.

Friedrich Engels deduce entonces que en la producción y reproducción social de la vida, las personas también deben someterse a principios autoritarios de orden, y no sólo a principios autónomos. La autoridad surge cuando es necesario garantizar un proceso fluido. Justifica esta necesidad de autoridad, por un lado, con la división del trabajo, que se ha intensificado cada vez más en el curso del desarrollo de la sociedad (industrialización) y alcanzó su punto máximo bajo el capitalismo. Para seguir produciendo la riqueza de bienes que el capitalismo ha producido en una sociedad socialista, debemos entrar en formas muy específicas de metabolismo con el medio ambiente (por tanto, trabajo concreto), como en el capitalismo. Engels ilustra esta limitación trabajando en una fábrica de algodón (podríamos incluso imaginar el proceso de producción en una fábrica moderna) o en el ferrocarril: “¿qué pasaría con el primer tren que arrancara, si se aboliese la autoridad de los empleados del ferrocarril sobre los señores viajeros? Pero, donde más salta a la vista la necesidad de la autoridad, y de una autoridad imperiosa, es en un barco en alta mar. Allí, en el momento de peligro, la vida de cada uno depende de la obediencia instantánea y absoluta de todos a la voluntad de uno solo".

Y hemos visto, además, que las condiciones materiales de producción y de circulación se extienden inevitablemente con la gran industria y con la gran agricultura, y tienden cada vez más a ensanchar el campo de esta autoridad. Es, pues, absurdo hablar del principio de autoridad como de un principio absolutamente malo y del principio de autonomía como de un principio absolutamente bueno. La autoridad y la autonomía son cosas relativas, cuyas esferas verían en las diferentes fases del desarrollo social. Si los autonomistas se limitasen a decir que la organización social del porvenir restringirá la autoridad hasta el límite estricto en que la hagan inevitable las condiciones de la producción, podríamos entendernos; pero, lejos de esto, permanecen ciegos para todos los hechos que hacen necesaria la cosa y arremeten con furor contra la palabra.

Engels critica la afirmación de los antiautoritarios de que "el Estado político autoritario sea abolido de un plumazo, aun antes de haber sido destruidas las condiciones sociales que lo hicieron nacer", es decir, la afirmación de que "el primer acto de la revolución social sea la abolición de la autoridad":

¿No han visto nunca una revolución estos señores? Una revolución es, indudablemente, la cosa más autoritaria que existe; es el acto por medio del cual una parte de la población impone su voluntad a la otra parte por medio de fusiles, bayonetas y cañones, medios autoritarios si los hay; y el partido victorioso, si no quiere haber luchado en vano, tiene que mantener este dominio por medio del terror que sus armas inspiran a los reaccionarios. ¿La Comuna de París habría durado acaso un solo día, de no haber empleado esta autoridad de pueblo armado frente a los burgueses? ¿No podemos, por el contrario, reprocharle el no haberse servido lo bastante de ella?

Al final, Engels llega a la siguiente conclusión:

Así pues, una de dos: o los antiautoritarios no saben lo que dicen, y en este caso no hacen más que sembrar la confusión; o lo saben, y en este caso traicionan el movimiento del proletariado. En uno y otro caso, sirven a la reacción.

* Citas extraídas de Marxists Internet Archive.